# مهرداد خوانساری

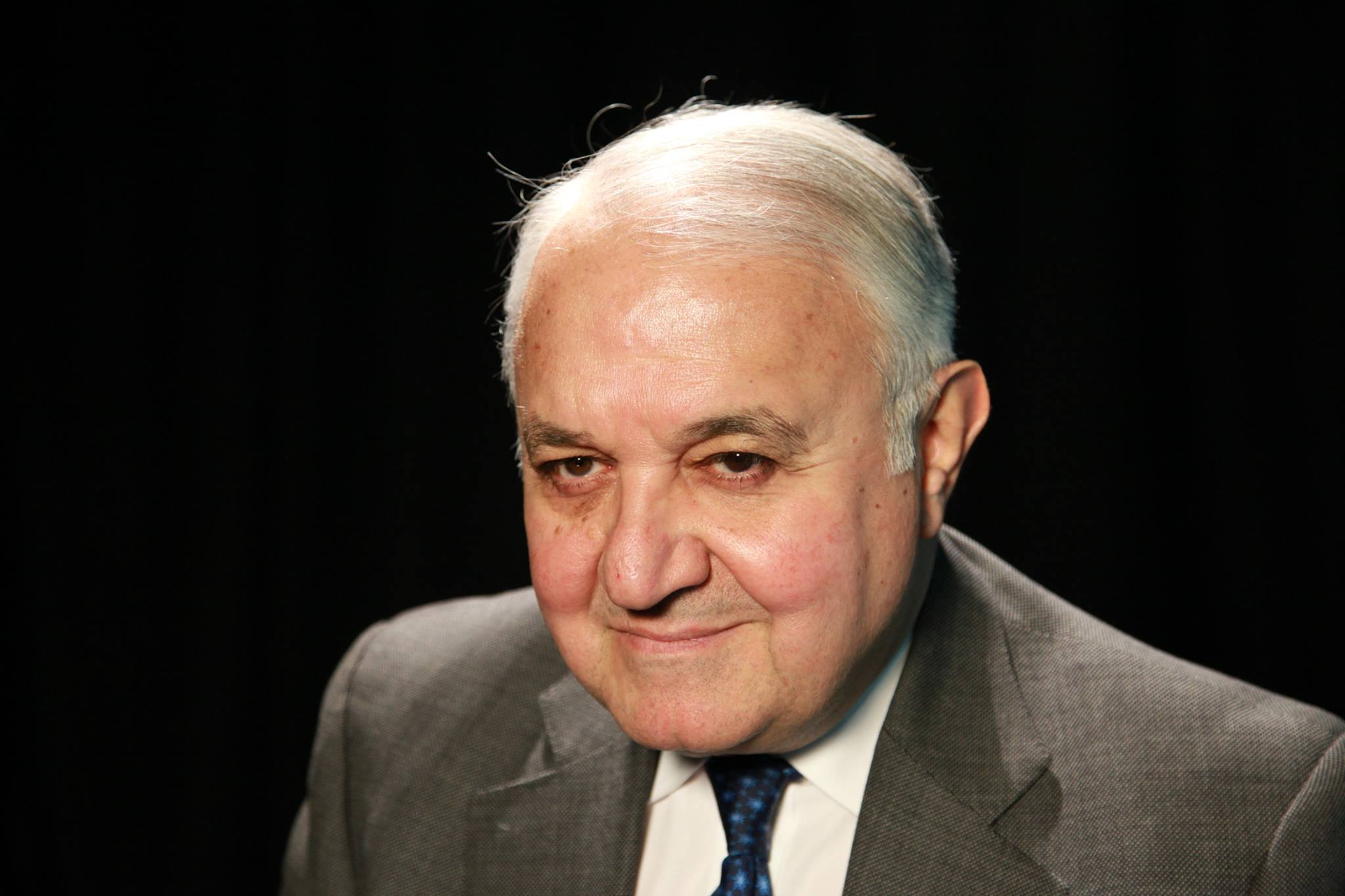
مهرداد خوانساری

مهرداد خوانساری، زادهٔ ۸ مهرِ ۱۳۲۸ برابر با ۳۰ سپتامبرِ ۱۹۴۹ میلادی، سیاستمدار، تحلیل‌گر و دیپلمات پیشین ایرانی است.

## سابقهٔ خانوادگی
مهرداد خوانساری، سومین فرزند پرویز خوانساری، سیاستمدار و دیپلمات باسابقه ایرانی و آصفه آصفی، مؤسس و رئیس سابق انجمن اولیا و مربیان و استاد دانشگاه است. او نتیجهٔ قائم‌مقام فراهانی است. همسر او ماندانا آل‌بویه، تنها دختر اسدالله آل بویه است. حاصل این ازدواج دو دختر به نام‌های بی‌بی‌ناز و گلناز است.

## سابقهٔ تحصیلی
مهرداد خوانساری تحصیلات دوران ابتدائی و متوسطه را در ایران، ایرلند، فرانسه، انگلستان و ایالات متحده گذرانده‌است. او دیپلم متوسطه اش را از دبیرستان «بلر» در شهر هیوستون، در ایالت تگزاس آمریکا در سال ۱۹۶۷ اخذ کرد و سپس به خواست پدرش، در دانشگاه نیویورک در رشته مهندسی برق ثبت نام نمود. اما پس از چندی توانست با کسب موافقت پدرش در سال ۱۹۶۹، خود را به مدرسه سیاست خارجی در دانشگاه «جرج تون» (Edmund A. Walsh School of Foreign Service) در واشینگتن منتقل نماید و در سال ۱۹۷۲ از همان مدرسه با درجه لیسانس در رشته روابط بین‌المللی فارغ‌التحصیل شود. در پی شرکت در کنکور ورودی وزارت امورخارجه در سال ۱۳۵۲ و ورود به دستگاه سیاست خارجی ایران، مهرداد خوانساری موفق به کسب بورس برای ادامه تحصیل به مدرسه «حقوق و دیپلماسی فلچر» (The Fletcher School of Law and Diplomacy) می‌شود و فوق لیسانس در رشته سیاست بین‌المللی را از آن مدرسه دریافت می‌کند. او سرانجام تحصیلات خود در مقطع دکتری را در مدرسه اقتصاد لندن به پایان می‌رساند و در سال ۱۹۹۵ مدرک دکتری خود را در رشته روابط بین‌الملل دریافت می‌کند.

## کارنامهٔ دیپلماتیک
مهرداد خوانساری ابتدا در سال ۱۹۶۸ به عنوان «کارآموز» وارد دستگاه روابط خارجی ایران می‌شود و در تهران، واشینگتن و دفتر نمایندگی دائم ایران در سازمان ملل متحد در نیویورک، دور تازه‌ای از زندگی‌اش را تجربه می‌کند. سپس با موفقیت در کنکور ورودی وزارت امور خارجه ایران در سال ۱۹۷۲ به صورت رسمی وارد «کادر سیاسی» وزارت امورخارجه ایران می‌شود و در اداره «سازمان‌های بین‌المللی» و «چهارم سیاسی» (امور مربوط به قاره آمریکا) کارش را آغاز می‌کند. او در سال‌های ۱۹۷۳ تا ۱۹۷۵ پیش از آنکه با مقام دبیر دومی به دفتر نمایندگی دائم ایران در سازمان ملل متحد در نیویورک فرستاده شود، در «دبیرخانه وزیر امور خارجه» در تهران مشغول به کار می‌شود و خدماتش مورد ستایش و تقدیر کتبی وزیر امورخارجه وقت، عباسعلی خلعتبری قرار می‌گیرد. او در سال ۱۹۷۷ به سفارت ایران در لندن منتقل می‌شود و همزمان به عنوان محقق مهمان در انستیتوی بین‌المللی امور استراتژیک حضور می‌یابد. خوانساری در سال ۱۹۷۸، ابتدا به عنوان مسئول بخش فرهنگی سفارت ایران و سپس همزمان با آغاز ناآرامی‌های ایران در آستانه انقلاب به عنوان وابسته مطبوعاتی سفارت ایران در لندن منصوب می‌شود.
چند هفته پس از پیروزی انقلاب اسلامی، مهرداد خوانساری در اعتراض به اعدام عباسعلی خلعتبری، وزیر اسبق امور خارجه، از وزارت امورخارجه استعفا می‌دهد و کارنامهٔ سیاسی او در وزارت امورخارجه ایران پایان می‌یابد. او در طول دوران خدمتش در وزارت امورخارجه ایران، علاوه بر خدمت در سفارتخانه‌های ایران در واشینگتن، لندن و دفتر نمایندگی ایران در سازمان ملل متحد در نیویورک، افتخار عضویت در هیئت نمایندگی ایران در اجلاس های۲۳، ۲۵٬۲۴، ۲۹ و ۳۱ مجمع عمومی سازمان ملل متحد، اجلاس تابستانی شورای اقتصادی و اجتماعی سازمان ملل متحد در سال‌های ۱۹۷۶ و ۱۹۷۷ که در ژنو برگزار شد را نیز داشته و آخرین مأموریت مهرداد خوانساری، شرکت در دهمین کنفرانس خلع سلاح سازمان ملل متحد بود که در تابستان سال ۱۹۷۸ در نیویورک برگزار شد.

## پس از وزارت خارجه
مهرداد خوانساری پس از پایان خدمت در وزارت امورخارجه ایران، به مدت ۵ سال (۱۹۷۹ تا ۱۹۸۴) به عنوان «مشاور امور بین‌المللی» در مجموعه بین‌المللی سعودی «شبکشی» به فعالیت پرداخت. همزمان او مدیریت بنیاد خیریه «ابن سینا» که بعدها به «مرکز مطالعات ایران و عرب» تبدیل شد را عهده‌دار بود. او بار دیگر در سال ۱۹۹۲ همکاری اش را با «مرکز مطالعات ایران و عرب» به عنوان «مشاور عالی در امور تحقیقات» از سرگرفت و تا سال ۲۰۱۰ به این همکاری ادامه داد.
در فاصله سال‌های میان ۱۹۸۴ تا ۱۹۸۷، او مشاورتِ شاپور بختیار، نخست‌وزیر اسبق و رهبر نهضت مقاومت ملی ایران را پذیرفت و رئیس دفتر ویژه او در لندن بود. سپس از سال‌های ۱۹۸۷ تا ۱۹۹۱ به عنوان مشاور رضا پهلوی مشغول به فعالیت بود و در سال‌های میان ۱۹۹۱ تا ۲۰۱۰ دبیرکلی سازمان مشروطه (خط مقدم) را بر عهده داشت. مهرداد خوانساری همچنین در سال‌های ۲۰۰۴ و ۲۰۰۵ از اعضای فعال «جنبش رفراندوم ایران» بود.
او مدتی پس از اعتراض عمومی در ایران به نتایج انتخابات سال ۲۰۰۹، به عنوان دبیرکل «موج سبز» همکاری‌اش با امیرحسین جهانشاهی را آغاز کرد و از ژانویه ۲۰۱۵ به عنوان دبیرکل سازمان بازسازی اقتصادی و آشتی ملی (بام) مشغول به فعالیت است.

## مصاحبه‌ها و مقالات
مهرداد خوانساری از سال ۱۹۹۸ تا ۲۰۰۲، سردبیر «ایران فایل»، یک ماهنامه مستقل سیاسی به زبان انگلیسی در لندن بود. پیش‌تر او سردبیری نشریه «راه آینده» و «خط مقدم» را نیز بر عهده داشت. او همچنین مدیر شبکه تلویزیونی «پیام آزادی» در لوس آنجلس و رئیس هیئت امنای تلویزیون رها در لندن بوده‌است. او طی سال‌های گذشته، در برنامه‌های متعدد تلویزیونی (چه ایرانی و چه غیر ایرانی) و نیز به عنوان سخنران در سمینارها و کنفرانس‌های بسیاری شرکت داشته و مقالات متعددی را به زبان‌های فارسی و انگلیسی منتشر کرده‌است. در سال‌های ۲۰۱۳ و ۲۰۱۴، به عنوان مهمان ثابت برنامه هفتگی «برداشت دوم» در تلویزیون رها بود.